# Bani Surmah
Bani Surmah és una necròpolis sumèria tardana situada en un altiplà a l'àrea de Pusht-i Kuh, al centre de Zagros, a l'Iran. La va estudiar per primera vegada el 1967 una expedició belga, per encàrrec dels Museus Reials d'Art i Història de Brussel·les i la Universitat de Gant. Les excavacions mostraren mobiliari funerari de bronze d'una època en què aquest camp encara estava en els inicis.

## Antecedents històrics de Loristan
Durant l'antiguitat, la major part del Putsht-i Kush estava habitada per nòmades o mig nòmades, malgrat que també hi havia llogarets. Els cementeris desenterrats per les excavacions, probablement situats no massa lluny dels seus campaments temporals, daten del mil·lenni V ae al segle III ae. En l'època de la construcció de Bani Surmah, els pobles de l'àrea eren els gutis, els lullubis i els elamites, probablement a l'origen d'aquestes criptes familiars, tot i que l'absència de texts escrits complica la validació d'aquesta hipòtesi.

## Descripció
Després de dues campanyes dedicades a la necròpoli de War-Kabud, la missió arqueològica belga dirigida per Louis Vanden Berghe continuà treballant del 15 d'octubre al 12 de desembre del 1967 a la necròpoli de Bani Surmah, a prop del poble de Chavar, al districte d'Ilam i la província de Pusht-i Kuh. Les trenta-set criptes funeràries, distribuïdes en tres zones corresponents a les depressions de l'altiplà, fan, en general, de 8 a 16,2 m de llarg, d'1,7 a 3 m d'ample i d'1,5 a 2,1 m de profunditat. Tancades per imposants lloses de pedra, la mida de les tombes indica un ús familiar o col·lectiu. La comparació amb altres jaciments ens permet establir que les tombes de Bani Surmah es van construir entre el 2600 ae i 2500 ae. Per manca de temps, Louis Van den Berghe no va documentar totalment les excavacions i, per tant, falten algunes dades relatives als fragments ceràmics, per exemple.

## Mobiliari funerari
Les restes ceràmiques, que comprenen la majoria d'objectes trobats a les coves, contenen vaixella comuna i ceràmica pintada, com ara gerros pintats de color marró rogenc, decorats geomètricament. Punxons, aixes, llances, copes, bols i joies, els objectes de Bani Surmah mostren l'aparició de la civilització del bronze a Lorestan. La més comuna d'aquestes, la destral amb mànec de soquet, s'utilitzava tant per a ús domèstic com militar.
Les joies, com ara anells, perles i collarets, estan adornades amb fòssils de petxines o pedres precioses. Els segells cilíndrics, decorats amb diversos graus de finesa, són característics del final del període sumeri antic.
El nombre relativament reduït d'objectes funeraris impedeix la comparança de tombes en funció de l'estatus social. Moltes s'assemblen a restes mesopotàmiques, com ara les de Susa, i l'absència de minerals de coure a l'àrea i els indicis de l'artesania d'aquests habitants en aquesta època indiquen que hi hagué comerç entre Mesopotàmia i Lorestan, més que no pas producció autòctona.